# Irving Farmer Kennedy
Irving Farmer Kennedy, född 4 februari 1922 i Cumberland, Ontario, död 6 januari 2011 var en kanadensisk stridspilot i Royal Canadian Air Force under andra världskriget. Han var en av de piloter från Kanada som sköt ned flest fiender under kriget. Efter att han slutfört flygträningen i Dauphin, Manitoba år 1941 flög han Westland Whirlwind tills han blev förflyttad till RCAF:s Spitfireskvadron nr 421. Han förflyttades därefter över till Malta, där han blev ett flygess med 12 bekräftade nedskjutningar. 
Han var son till Eva Farmer och Robert James Kennedy, en krigsveteran från första världskriget, skadad 1917 under slaget vid Vimy Ridge. Kennedys bröder, Bob och Carlton, var även de i det militära. Carlton dog då hans Halifax Mk.III havererade.
Irving Farmer Kennedy praktiserade som allmänläkare under 35 år innan han pensionerades 2005. Han var bosatt i Cumberland, Ontario.

## Dekorationer och medaljer
- Distinguished Flying Cross.
- Tilldelades franska Hederslegionen, år 2004.

## Artikelursprung
Den här artikeln är helt eller delvis baserad på material från engelskspråkiga Wikipedia.